# Paratanais martinsi
Paratanais martinsi is een naaldkreeftjessoort uit de familie van de Paratanaidae. De wetenschappelijke naam van de soort is voor het eerst geldig gepubliceerd in 2009 door Bamber & Costa.